# ردود الفعل الدولية على محاولة الانقلاب في تركيا 2016
أدانت مجموعة من الدول والمنظمات والأحزاب محاولة للانقلاب الفاشلة بتركيا.

## المحلية
| |  |  |
| جماهير الشعب التركي تخرج لتظهر في جميع أنحاء تركيا رفضا للإنقلاب وتنفيذا لطلب الرئيس التركي رجب طيب أردوغان |  |  |

- خروج حشود رافضة لمحاولة الإنقلاب في جميع شوارع تركيا استجابة لطلب من الرئيس التركي رجب طيب أردوغان.[1]

## الدولية
- الصين: رفضت الصين عملية الانقلاب وأكدت وقوفها مع الحكومة التركية .
- أيرلندا – أدلى وزير الشؤون الخارجية تشارلي فلاناغان ببيان يدعو إلى ضبط النفس واحترام المؤسسات الديمقراطية في تركيا.[2]
- الولايات المتحدة:قال البيت الأبيض إن الرئيس الأميركي باراك أوباما بحث الأوضاع في تركيا خلال اتصال هاتفي مع وزير خارجيته جون كيري مساء اليوم الجمعة واتفقا على ضرورة أن تقوم جميع الأطراف بدعم الحكومة المنتخبة ديمقراطيا وضبط النفس وتجنب العنف وسفك الدماء.[3]
- المغرب: رفضت الخارجية المغربية المحاولة الانقلابية التي قادها جزء من الجيش التركي ضد الرئيس المنتخب رجب طيب أردوغان والحكومة التركية بقيادة علي يلدريم.[4]
- قطر:أعربت دولة قطر عن استنكارها وإدانتها الشديدين لمحاولة الانقلاب العسكري والخروج على القانون وانتهاك الشرعية الدستورية في جمهورية تركيا.[5]
- تونس:هنأ رئيس الجمهورية التونسية الباجي قائد السبسي، نظيره التركي رجب طيب أردوغان، في برقية وجهها له، بعودة الشرعية الدستورية إلى تركيا الشقيقة، وبنجاحه في إفشال المحاولة الانقلابية، الرامية إلى الالتفاف على خياراته وعلى مؤسساته الديمقراطية المنتخبة.[6]
- السعودية: رحبت المملكة بعودة الأمور إلى نصابها في تركيا بقيادة فخامة الرئيس رجب طيب أردوغان وحكومته المنتخبة وفي إطار الشرعية الدستورية، وفق إرادة الشعب التركي.[7]
- السلطة الوطنية الفلسطينية: هاتفَ وزير الخارجيَّة الفلسطيني رياض المالكي نظيره التركي مولود شاويش أوغلو، مهنِّئاً إياه بانتصار الديمقراطية وهزيمة الانقلابيين ومحاولتهم البائسة في إحداث انقلاب وزعزعة الاستقرار في الجمهورية التركية الصديقة.[8]
- غزة: استنكرت حركة المقاومة الإسلامية حماس المحاولة الآثمة للانقضاض على الخيار الديموقراطي للشعب التركي الشقيق، وهنأت في بيان لها الشعب التركي العظيم وقيادته المنتخبة وعلى رأسها الرئيس أردوغان وأحزابه الأصيلة وقوات أمنه وجيشه المخلصة على انتصارهم العزيز في الحفاظ على الديموقراطية والحرية والإستقرار.[9]
- فرنسا: حذرَ وزير الخارجية الفرنسي مارك ايرولت تُركيا من عمليات التطهير، حيثُ قال: «نُريد أن يسود القانون في تركيا بشكل تام ومحاولة الانقلاب لا تعطي أوردغان شيكاً على بياض للقيام بعمليات تطهير مرفوضة فالقانون يجب ان يكون سيد الموقف».[10]
- الجزائر: أعربت الجزائر التي ترفض مبدئيا أي تغيير غير دستوري للحكومات يوم الأحد عن ارتياحها لعودة السير العادي للمؤسسات في تركيا وفق بيان لوزارة الشؤون الخارجية.[11]

## الأحزاب

### الدولية
- أعلن حزب العدالة والتنمية (المغرب) تضامنه المطلق مع تركيا ووقوفه مع الديموقراطية كما أصدر رئيس الحكومة المغربية والأمين العام لحزب العدالة والتنمية المغربي عبد الإله بن كيران وثيقة تأييد وتهنئة أرسلها إلى الرئيس التركي رجب الطيب أردوغان.